# Hiroya Saito
Hiroya Saito –en japonés, 斉藤浩哉, Saito Hiroya– (Yoichi, 1 de septiembre de 1970) es un deportista japonés que compitió en salto en esquí. 
Participó en los Juegos Olímpicos de Nagano 1998, obteniendo una medalla de oro en la prueba por equipos (junto con Takanobu Okabe, Masahiko Harada y Kazuyoshi Funaki). Ganó tres medallas en el Campeonato Mundial de Esquí Nórdico, en los años 1995 y 1997.

## Palmarés internacional
| Juegos Olímpicos   | Juegos Olímpicos     | Juegos Olímpicos  | Juegos Olímpicos |
| Año                | Lugar                | Medalla           | Prueba           |
| ------------------ | -------------------- | ----------------- | ---------------- |
| 1998               | Nagano (Japón)       | Medalla de oro    | TG por equipos   |
| Campeonato Mundial |                      |                   |                  |
| Año                | Lugar                | Medalla           | Prueba           |
| 1995               | Thunder Bay (Canadá) | Medalla de plata  | TN individual    |
| 1995               | Thunder Bay (Canadá) | Medalla de bronce | TG por equipos   |
| 1997               | Trondheim (Noruega)  | Medalla de plata  | TG por equipos   |